# Vásárhelyi Károly
Vásárhelyi Károly; Jancsó (18. század – 19. század) színész.

## Pályafutása
Előbb kántor volt Erdélyben. Amikor átjött Magyarországra, Jancsó név alatt színésszé lett. Jó színész volt, jól énekelt többnyire szerelmeseket játszott. Hosszabb ideig tagja volt Kilényi Dávid társulatának. 1815-16-17-ben a miskolci színtársulat jeles tagja volt. A Magyar Kurír 1817. évi 26-ik száma miskolci tudósítás alapján megdicséri a Magyarok Lengyelországban c. darabban elért sikerért: „Az Ifjú Béla Herceg személlyét viselte, ennek akkori maga sorához lett maga alkalmaztatása, szép nyájas kinézése, maga helyes viselete, egy szóval egész actiója mindenek előtt nagy kedvességet nyert." 1821-ben Székesfehérvárra szerződött, ahol huzamosabb ideig tartózkodott. 1826-ban színigazgató volt Pozsonyban, június havában Besztercebányára vitte társulatát. 1829-ben elhagyta a színészetet és az orvosi pályára lépett: Bukarestben telepedett le, ahol éveken át nagy megbecsülésben részesült.

## Fontosabb szerepei
- Gróf Benyovszky (Kotzebue)
- István király (Giržik–Katona J.)
- Farkas (Hirschfeld: Tündérkastély Magyarországban)
- Hurbos Firi (Kotzebue: Nagy zűrzavar)